# 珍妮特·纽伯里
珍妮特·纽伯里（英語：Janet Newberry，1953年8月6日—），美国女子网球运动员，1971年成为职业球手。她曾获得温布尔登网球锦标赛混合双打亚军。1980年后不再参加单打比赛，1984年退役。